# أولجا ماير
أولجا ماير، (30 أبريل 1889 – 19 يناير 1972) أديبة سويسرية، تعتبر من أشهر كاتبات كتب الشباب وأوسعهن انتشارا في سويسرا في القرن العشرين.

## حياتها
نشأت في زيورخ المدينة التي شهدت الأديبة الشهيرة أيضا يوهانا شبيري، والتي قرأت لها أولجا وتأثرت بها. وكانت تجيد عزف البيانو وتتلقى دروسا في الرقص في مدرسة لتعليم الرقص في شارع زيملر رينكه. حصلت على دبلوم إعداد المعلمات وعملت في مدارس في فيندلاخ ثم في هورجن.
وكانت أولجا تقص على تلاميذها تجارب وذكريات طفولة أمها في قرية توربنتال في منطقة توستال، قررت تدوينها على الورق في شكل أدبي. وحدث أن أعجب زميلها روبرت زوتر بهذه الكتابات وأخذها دون علمها ليتم نشرها في كتاب بعنوان «أنيلي وتجارب فتاة ريفية صغيرة» في نسخة محلية في زيورخ. ثم أخذته دار نشر راشر ونشرته عام 1919 وحاز نجاحا كبيرا كذلك في ألمانيا. ثم كتبت الكاتبة كتابين على نمط كتابها الأول، وسميت الكتب الثلاثة «ثلاثية أنيلي». فكتبت عام 1927 «أنيلي تكافح من أجل الشمس والحرية» والكتاب الثالث هو «أنيلي نحو الهدف وفي البداية» عام 1937. وتستلهم الكاتبة موضوعاتها من لقاءاتها وتجاربها مع الأطفال وكذلك من رحلاتها وجولاتها، فمن خلال القصص تستطيع رسم صور يستلهمها الشباب وتعكس أحلامهم.
وبجانب كتاباتها الأدبية نشطت كذلك في الصحافة وكتبت تمثيليات إذاعية للأطفال. وألقت العديد من المحاضرات حول قضايا التربية والتعامل مع الشباب. وتواصل نشاطها الأدبي حتى نهاية حياتها. وظلت ثلاثية أنيلي أنجح وأشهر أعمالها. وتعتبر أولجا ماير مبتكرة كتيبات القراءة الصغيرة في المدارس السويسرية. تزوجت عام 1929 بالطبيب دافيد بلومنفيلد، ويوجد تراثها في أرشيف مدينة زيورخ.
حصلت على عدة جوائز منها: جائزة الكتاب الشبابي السويسرية عام 1959. وجائزة مؤسسة شيلر السويسرية عامي 1945 و 1956.

## أعمالها
- أنيلي، ذكريات فتاة ريفية صغيرة – 1919.
- أنيلي تحارب من اجل الشمس والحرية – 1927.
- أنيلي نحو الهدف وفي البداية – 1934.
- أولجا ماير تحكي عن حياتها – 1968.